# Lillan Hansson
Ethel Lilian Hansson även Danielsson, född Thulin 12 juli 1916 i Malmö, död 9 maj 1993 i Vellinge församling, var en svensk målare.
Hansson studerade vid Skånska målarskolan och i Frankrike. Hennes konst består av figurmotiv och landskap i olja eller pastell.
Hon var gift 1939–1958 med Karl Gustaf Lennart Hansson, och 1965–1974 med Tage Henry Danielsson.

### Fotnoter
1. ↑  Sveriges dödbok 1901–2013
2. ↑  Hansson, Lillian i Svenska konstnärer. Biografisk handbok. (1980)
3. ↑  Skatteverkets äktenskapsregister